# Zajíc měnivý
Zajíc měnivý (Lepus americanus) je druh zajíce obývající jehličnaté lesy Severní Ameriky.

## Vzhled
Patří k nejmenším druhům zajíců: dorůstá délky 40–50 cm, váží okolo 1,5 kg (samice jsou o něco větší než samci). Srst je v létě rezavě hnědá, pro zimní měsíce dostává zajíc měnivý bílou srst, která mu umožňuje splynout se zasněženou krajinou. Výměna srsti trvá okolo deseti týdnů. Špičky uší jsou celoročně černé a ocas bílý. Projevem adaptace na životní prostředí jsou zvětšená a osrstěná chodidla, díky kterým se zajíc měnivý neboří do sněhu. Proto dostal anglický název snowshoe hare (sněžnicový zajíc).

## Způsob života
Obývá hustý lesní podrost, zejména podél vodních toků. Živí se travou a listím, v zimě okusuje kůru stromů. Vede převážně noční způsob života. Je velmi plachý, před predátory se zachraňuje útěkem: dokáže vyvinout rychlost až 45 km/h, je také zdatným plavcem. Samice rodí třikrát, v jižní části areálu i čtyřikrát do roka, v jednom vrhu bývá od dvou do osmi mláďat. Malí zajíčci se rodí osrstění a vidoucí, plně soběstačnými se stávají ve věku okolo jednoho měsíce. Dožívají se asi pěti let. Zajíc měnivý se stává kořistí rysa kanadského, rysa červeného, norka amerického, vlka obecného, lišky obecné, orla skalního, výra virginského a dalších dravců, je také předmětem sportovního lovu. Typickým jevem je kolísání populace zajíce měnivého v pravidelných cyklech, které trvají okolo deseti let; v závislosti na dostupnosti zajíců jako hlavní potravy obdobně kolísá populace rysů.

## Geografické poddruhy
- Lepus americanus americanus
- L. a. cascadensis
- L. a. columbiensis
- L. a. dalli
- L. a. klamathensis
- L. a. oregonus
- L. a. pallidus
- L. a. phaeonotus
- L. a. pineus
- L. a. seclusus
- L. a. struthopus
- L. a. tahoensis
- L. a. virginianus
- L. a. washingtonii